# Liste d'accidents aériens en 2019
Pour des articles plus généraux, voir Liste de listes d'accidents aériens et 2019 en aéronautique.
Liste d'accidents et incidents aériens non exhaustive en 2019 :

## Janvier
- Le 9 janvier, crash d'un Mirage 2000D dans le Jura français[1].
- Le 21 janvier, un monomoteur Piper PA-46 Malibu disparaît dans la Manche, tuant le footballeur Emiliano Sala qui se trouvait à bord.

## Février
- Le 13 février, un avion de la compagnie Transavia France, qui effectuait la liaison Lyon-Saint-Exupéry - Tel Aviv subit de fortes turbulences, après environ 1h48 de vol. L'avion chuta de plus de 700 mètres en moins de deux secondes, à la suite de violentes secousses, causant ainsi 13 blessés à bord[2]. Après avoir reçu des soins par deux médecins présents à bord en tant que passagers, cinq ambulances du Magen David Adom ont été envoyées à l'Aéroport Ben Gourion de Tel Aviv pour venir en aide aux blessés qui ont ensuite été transportés à l'hôpital.

## Mars
- Le 10 mars, un Boeing 737 MAX d'Ethiopian Airlines s'écrase à environ 62 kilomètres de l'aéroport d'Addis-Abeba Bole, six minutes après son décollage. Il n'y a aucun survivant parmi les 149 passagers et 8 membres d'équipage.

## Mai
- Le 3 mai, un Boeing 737-800 de la compagnie Miami Air International transportant 143 passagers, fait une sortie de piste lors de son atterrissage à la base aéronavale de Jacksonville et finit sa course dans le fleuve Saint Johns.
- Le 5 mai, peu après le décollage, l'équipage d'un Soukhoï SuperJet 100 d'Aeroflot, effectuant un vol intérieur régulier entre l’aéroport international de Moscou-Cheremetievo et celui de Mourmansk, rapporte une anomalie et décide de revenir se poser en urgence. L'appareil touche durement la piste et s'enflamme, on dénombre 41 morts parmi les 78 personnes qui se trouvaient à bord du vol 1492 Aeroflot[3].

## Août
- Le 2 août, crash d'un Tracker 22, avion bombardier d'eau, près de Générac, dans le Gard (France)[4].
- Le 15 août, le vol 178 Ural Airlines se pose en urgence dans un champ de maïs près de Moscou après avoir été victime d'une collision aviaire avec une volée de mouettes. Tous les occupants de l'avion survivent à l'incident.
- Le 26 août, un CASA C-101 Aviojet de l'armée de l'air espagnole s'abîme en mer Méditerranée au large de La Manga (Espagne), provoquant la mort du pilote[5].

## Octobre
- Le 17 octobre, un Saab 2000 de PenAir opérant le vol PenAir 3296 sort de la piste 13 où il atterrissait. 1 mort et 12 blessés sur 42 personnes à bord.

## Novembre
- Le 24 novembre, accident d'un Dornier 228 en RDC en novembre 2019 peu après son décollage de l'Aéroport international de Goma en République démocratique du Congo, qui s'écrase sur la ville de Goma, tuant au moins 17 des 19 personnes présentes dans l'avion - peut-être 18 ou 19 morts car certains médias parlent d'un ou deux survivant(s) mais ce n'est pas confirmé - et au moins 10 personnes au sol ; il s'agit de l'accident le plus meurtrier impliquant un Dornier 228.
- Le 25 novembre : collision d'hélicoptères français au Mali provoquant la mort de 13 militaires français en opération.

## Décembre
- Le 2 décembre, crash d'un hélicoptère de la Sécurité civile qui intervenait sur des zones touchées par des inondations au sud-est de la France, provoquant la mort des 3 secouristes qui s'y trouvaient[6].
- Le 27 décembre, un avion de la compagnie aérienne Bek Air s'écrase sur une zone d'habitations.
- Un cabinet conseil estime qu'il eu 46 accidents mortels d'hélicoptères civils à turbines de construction occidentale, faisant au total 128 morts en 2019[7].